# Адельборг, Луиза
Луиза Адельборг (швед. Louise Adelborg, полное имя Louise Nathalie Adelborg; 1885—1971) — шведская дизайнер и художница по текстилю.

## Биография
Родилась 2 июля 1885 года в лене Сёдерманланд в семье Отто Адельборга и его жены баронессы Жакет, принадлежащих к знатному роду Адельборг. Луиза была сестрой писателя Густава-Отто Адельборга и дипломата Фредрика Адельборга; у неё были двоюродные сёстры — Гертруда, Оттилия и Мария. Также она являлась племянницей Брора Адельборга и внучкой Пера Адельборга. Росла Луиза в поместье Östermalma прихода Лудго в Сёдерманланде.
Она обучалась в 1903—1909 годах в технической школе Констфак в Стокгольме, после чего совершила учебные поездки в Италию и Францию. Свои работы из керамики и вышивки она начала выставлять в 1916 году в стокгольмской галерее Galleri Gummeson и примерно с того же времени начала работать дизайнером узоров на фарфоровой фабрике Rörstrand. Адельборг продолжала сотрудничество с этим предприятием до 1957 года, превратившись в видного и уважаемого дизайнера, известного «сдержанным, но изящным модернизмом». В числе её известных работ — «Vase» (1923) и «National Service» (ок. 1930). Вторая работа, впоследствии переименованная в «Swedish Grace», экспонировалась на Стокгольмской выставке 1930 года и считается произведением с культовым дизайном.
Также Луиза Адельборг интересовалась текстильным искусством. Она создала ряд тканей с религиозными мотивами для церковного использования, в том числе антепендиум для Риддархольменской церкви. Разрабатывала выкройки для тканей компании Almedahl-Dalsjöfors в Гётеборге.
Работы художницы находятся в ряде музеев Швеции, включая Национальный музей в Стокгольме. Она была награждена медалью Illis Quorum.
Начиная с двадцати пяти лет и до конца жизни Луиза Адельборг проводила лето на западном побережье в Ульвесунде. Там у неё был небольшой дом в спартанском стиле, который также служил студией. Она была религиозной, интересовалась мистикой и экзистенциальными проблемами, являясь членом ассоциации «Edelweissförbundet», как и Хильма аф Клинт, Анна Кассель, Матильда Нильссон.
Умерла 9 сентября 1971 года в Стокгольме, похоронена на кладбище Норра бегравнингсплатсен. Замужем не была.